# Ratsitatane
Ratsitatane (né en 1790 à Madagascar, mort en 1822 à Plaine Verte) est un haut dignitaire merina du début du XIXe siècle. Il était le neveu de Radama 1er, Roi de Madagascar et fils d'Andriamambavola (ministre de Radama 1er).

## Biographie
Opposant à l'ouverture de Madagascar aux Occidentaux, il est exilé en 1821 par son parent le roi Radama à l'île Maurice, où il s'évade de la prison de Port-Louis et prend la tête d'une révolte d'esclaves constituant un groupe de marrons. A cette assemblée d'esclave, il aurait déclaré : "“Suivez-moi au sommet de la montagne et vous serez libres.”
Trois marrons sont désignés pour être exécutés "pour l'exemple", dont Ratsitatane, tandis que de nombreux esclaves ayant pris part à la révolte seront pourtant épargnés mais promis aux fers. Dès que la nouvelle de la fuite de Ratsitatane est connue, Adrien d'Épinay réunit une milice armée et se lance à sa poursuite. Repris par les autorités britanniques, il meurt exécuté par décapitation le 15 avril 1822 à Plaine Verte.
L'hypothèse est qu'il fomentait l'assassinat de James Hastie, conseiller envoyé auprès de Radama 1er par le gouverneur britannique Sir Robert Farquhar. Selon le professeur Issa Asgarally, Ratsitatane accablait Hastie des pertes subie par l'armée du roi lors d'une campagne militaire contre Ramltraho, le roi Sakalava du Ménab. Laizafy, un chasseur de marrons, l'avait aidé à s'échapper sur la montagne : il éconduisait méthodiquement les révoltés, en attendant les troupes armées de Farquhar qui les acculaient.
A l'indépendance de l'île Maurice en 1968, Ratsitatane est élevé au rang de héros national, de figure de la liberté et la lutte contre les oppresseurs. Le musicien Kaya, donnera comme nom à son groupe "Racine Tatane", en hommage à celui qui est considéré comme un véritable martyr.
On note que les différents travaux universitaires mettent en exergue la dimension légendaire du personnage, supposant quelques détournements historiques et mises en scène de son histoire induits par un manque de sources historiques écrites. Cette lacune permet notamment à J.-M. G. Le Clézio de broder un roman autour de Ratsitatane, Révolutions.
Au début des années 2000 éclate une controverse sur la possession et la conservation de son présumé crâne embaumé au Museum d'Histoire Naturelle de Port-Louis, relatée par Emmanuel Richon, alors qu'il est coopérant en muséologie en mission officielle au Mauritius Institute, de septembre 1997 à septembre 2000. Il découvre une tête simplement emballée dans un sac poubelle, dans un état de conservation catastrophique. Emmanuel Richon apprend alors d'un technicien du museum qu'un ancien conservateur avait commandé le désembaumement des autres têtes d'esclaves. Emmanuel Richon s'indigne alors du double martyr subi par ces esclaves.